# ذخیره‌گاه طبیعی محدودشده

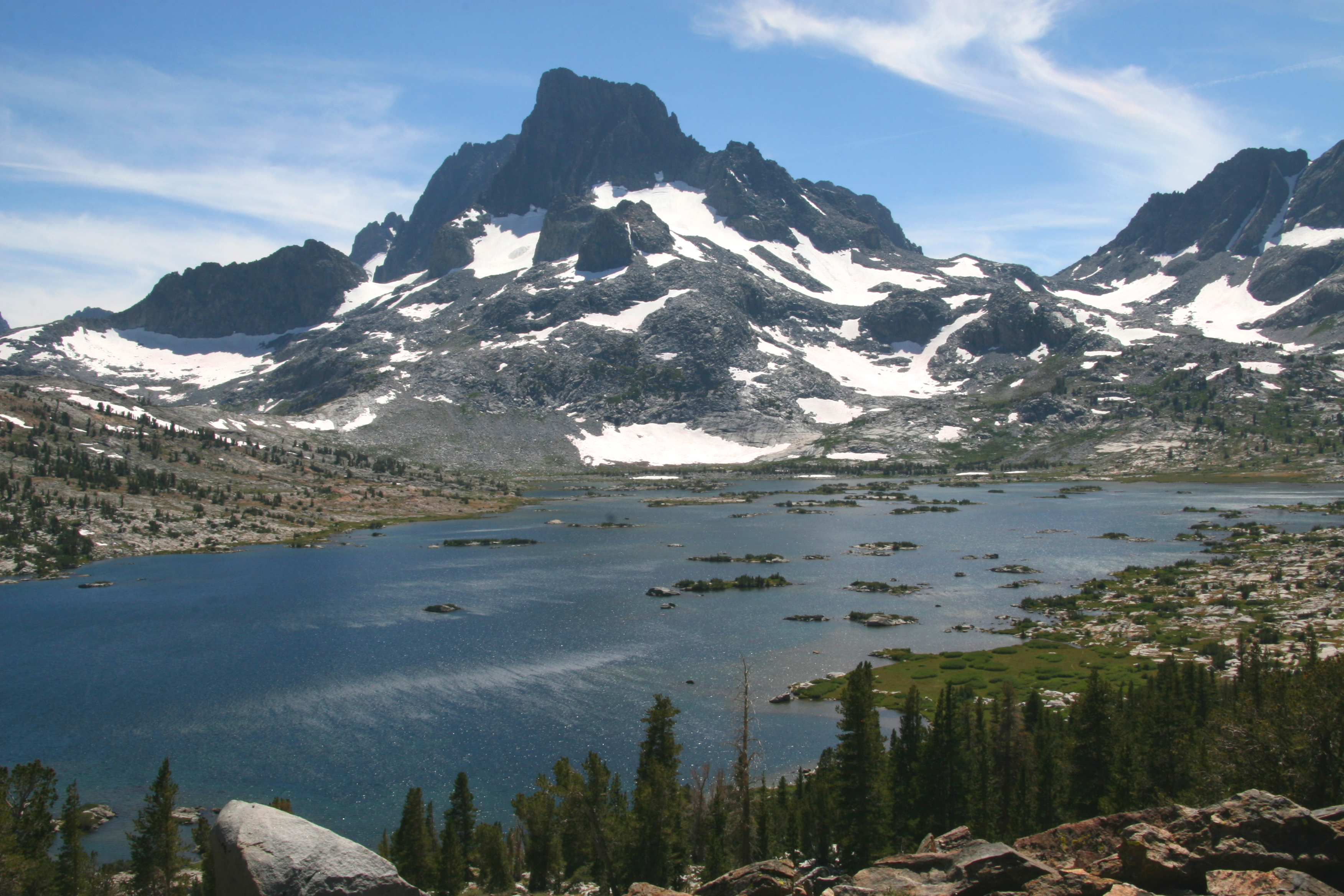
کوه بنر در بالای دریاچه هزار جزیره، یک منطقه بکر و مهارنشده در ایالات متحده

ذخیره‌گاه طبیعی محدودشده (strict nature reserve) یا منطقه بکر و مهارنشده (wilderness area) بالاترین رده منطقه حفاظت‌شده به‌شمار می‌رود که توسط کمیسیون جهانی مناطق حفاظت‌شده (WCPA) که بخشی از اتحادیه بین‌المللی حفاظت از طبیعت (IUCN) است، تعیین گشته‌است. ذخیره‌گاه طبیعی محدودشده، رده Ia در رده‌بندی اتحادیه بین‌المللی حفاظت از طبیعت و منطقه بکر و مهارنشده، رده Ib در رده‌بندی اتحادیه بین‌المللی حفاظت از طبیعت را شامل می‌شود. این دو منطقه در رده I، دارای بیشترین سطح حفاظت از چشم‌اندازهای طبیعی هستند.

## اهداف
ذخیره‌گاه طبیعی محدودشده و منطقه بکر و مهارنشده مناطق حفاظت‌شده‌ای هستند که عمدتاً با هدف تحقیق و پژوهش در زمینه حفاظت وسیع و بکر طبیعت وحش ایجاد و مدیریت شده‌اند. هدف اصلی در این مناطق حفاظت از تنوع زیستی به عنوان منبعی حیاتی در کارهای علمی و پایش زیست‌محیطی است.